# Fototapet
Fototapet este un print de mari dimensiuni ce reprezintă o imagine fotografică imprimată pe un material impermeabil.
Fototapet-ul este o imagine personalizată care prin natura texturii materialului permite întreținerea acesteia în timp și expune un format grafic de înaltă rezoluție. 
Astfel, un fototapet trebuie :
- să prezinte un format grafic de excepție la o dimensiune impresionantă (o imagine grafică de înaltă rezoluție);
- să permită peretelui să respire, anulând posibilitatea de a dezvolta în timp paraziți / saprofite care se înmulțesc prin spori;
- să permită prin construcția materialului curățarea acestuia (spălarea / îndepărtarea particulelor depuse în timp);
- să poată fi aplicat în medii umede (încăperi cu un grad mediu spre ridicat de umiditate).
Oricare alt format grafic/suport de material lipit pe o suprafață plată a spațiului construit se numește hârtie printată (hârtie imprimată digital). Diferența dintre hârtie printată (printuri de mari dimensiuni) este majoră, termenul de fototapet folosit pentru astfel de lucrări fiind total greșit.

## Etimologie
Foto (eng. photo) provine din limba greacă: φῶς phos care se traduce ca lumina și tapet (it. tappeto germ. Tapete.; der. tapita) care este folosit din vechi timpuri în diferite culturi. Cuvântul Tapet având o semnificație similară cu "hârtie desenată / zugrăvită pentru perete".
Cuvântul tapet / tapete are origini latine și grecești și era utilizat pentru a defini tapițeriile din material textil ce acopereau pereții templelor și/sau al palatelor. Termenul este împrumutat fie din persană, fie dintr-o altă limbă orientală din Asia Mică.
În limba engleză termenul wallpaper (hârtie de/pentru perete) este utilizat într-un alt registru astăzi. Traducerea recentă și utilizată astăzi a lui foto și tapet fiind photowall sau phototapet.

## Fototapet personalizat
Fototapet personalizat, este o lucrare grafică realizată pe cotele unui perete sau unor pereți, a unui tavan sau pardoselii decorative. Fiecare lucrare poate fi personalizată cu o siglă, un slogan, prelucrate grafic în funcție de solicitările clientului. 
Printre calitățile importante ale acestui tip de produs se regăsesc:
- dimensiunile să fie cele ale suprafeței ce urmează a fi amenajată;
- materialul să permită suportului să respire (exclus autocolant sau materiale cu pori închiși);
- aplicarea / montajul să fie prietenoasă cu suportul pe care se face aplicarea.

## Amenajări cu fototapet personalizat
Fototapet-ul poate amenaja toate suprafețele plane ce definesc spațiul construit. Astfel putem avea fototapet personalizat pentru:
- Tavan;
- Perete / pereți;
- Pardoseală ;
- Uși din lemn, sticlă, metal.
Acest produs "fototapet personalizat" poate fi folosit pentru aplicații rezidențiale (vile, apartamente), comerciale (spații comerciale, birouri, saloane de coafură sau masaj, săli de fitness, restaurante etc.) sau spații în care se desfășoară alte activități sociale (grădinițe, școli, cabinete medicale etc.).

## Tipuri de materiale cel mai des utilizate pentru realizarea fototapetului personalizat
CDS-WALL (165 g/mp) - suprafață netedă care nu generează reflexii (mat), permite realizarea fototapetului personalizat pentru perete și tavan. Este un material tratat special (perforat micronic) care permite peretelui să respire. Adezivul aplicat în stare inactivă pe spatele materialului este activat cu apă. Acest material poate fi aplicat pe orice suport cu suprafața plană, lemn (osb/pal), sticlă, metal, plastic, tencuială, lavabilă etc. 
TEX-WALL (340 g/mp) - acest material îl găsim în trei variante (periat mat; nisipos mat; fibre mat) și permite decorarea pereților expuși unui regim de viața tumultuos (săli de așteptare cu banchete / scaune; săli de clasă; spații publice; magazine). Adezivul pentru aplicare este livrat separat. 
OUT-WALL (304 g/mp) - este recomandat pentru amenajările exterioare și nu numai. Cu o textură semi-netedă, care nu generează reflexii (mat), acest material poate fi aplicat pe orice suport cu suprafața plană, lemn (osb/pal), sticlă, metal, plastic, tencuiala, lavabilă etc. Adezivul activ aplicat pe una dintre fețe este acoperit de o folie protectoare.
DEC-FLOOR (135 g/mp) - este utilizat pentru realizarea pardoselilor decorative. Aplicarea se face între straturile de soluție epoxidică. Nuanța albului curat și consistența mata a texturii, garantează obținerea unor lucrări de excepție. Gradul controlat de opacitate a acestuia permite luminarea de sub primul strat al soluțiilor epoxidice.

## Tehnologia de imprimare
În ultimii 10 ani tehnologia de imprimare a evoluat, astfel obținând rezultate remarcabile față de tehnologiile alternative.
Noua generație de imprimante oferă posibilitatea obținerii unor servicii de imprimare cu o serie de beneficii majore, precum: obținerea unor nuanțe speciale de culori generate de cele 7 cartușe de culoare față de 6 în mod tradițional, inclusiv rezistența la zgâriere.
Controlul sporit al cernelurilor aplicate pe suport, înainte de a fi polimerizate, creează un strat protector peste materialul imprimat, oferindu-i acestuia durabilitate în timp.